# Kelvingrove Park
 (août 2011).
Si vous disposez d'ouvrages ou d'articles de référence ou si vous connaissez des sites web de qualité traitant du thème abordé ici, merci de compléter l'article en donnant les références utiles à sa vérifiabilité et en les liant à la section « Notes et références ».
Kelvingrove Park est un parc public situé sur la rivière Kelvin à Glasgow en Écosse, en bordure du district de Hillhead.

## Caractéristiques
Le parc a une superficie de 34 hectares, il est situé dans le West End de Glasgow.
Il est traversé par la Kelvin (rivière)  peu avant la confluence de la rivière avec la Clyde, c'est un refuge urbain pour la faune. Parmi les oiseaux se trouvent le héron cendré, le grand cormoran, le martin-pêcheur, le colvert et le harle et d'autres animaux comme le renard roux, le rat brun et la loutre.
Le parc est flanqué à l'ouest par Gilmorehill et l'Université de Glasgow, au sud par Finnieston,  Kelvingrove et Yorkhill, à l'est par Charing Cross et au nord par Hillhead et Woodlands. Cet emplacement central en fait un itinéraire populaire pour les piétons et les cyclistes se rendant en centre-ville, menant rapidement du West End à Charing Cross tout en évitant la circulation. Le parc est également apprécié des promeneurs de chiens et des étudiants de l'université.
Kelvingrove se situe autour d'une grande colline, sur laquelle se trouve le Park District.
C'était autrefois un quartier résidentiel très prisé avant de se démoder et d'être principalement occupé par des bureaux et des logements étudiants. Cependant, les récents développements de grande classe y ont conduit une grande partie du quartier à redevenir résidentiel. Le quartier abrite également le 22 Park Circus, l'ancien bureau d'enregistrement de la ville et la succursale de Glasgow du Goethe-Institut, une  institution culturelle allemande.
Trois stations de métro  desservent le parc, la Kelvinbridge metro station au nord étant la plus proche via la Kelvin Walkway, avec Hillhead metro station au nord-ouest et Kelvinhall à l'ouest également accessibles à pied, tout comme celle du Centre des expositions et la Gare de Charing Cross, des gares ferroviaires respectivement au sud et au sud-est. Des bus sont fréquents sur les itinéraires utilisant Argyle Street, Sauchiehall Street et Great Western Road qui flanquent le parc au nord et au sud.

## Flore
Le 20 avril 1918, les organisations de suffragettes ont planté un chêne sessile dans le parc, maintenant connu sous le nom de "chêne des suffragettes", pour commémorer l'octroi du droit de vote aux femmes cette année-là.
En 2015, l'arbre a été nommé Arbre écossais de l'année par le Woodland Trust après avoir été nommé par la Glasgow Women's Library.
Il a été ensuite nommé pour l'Arbre européen de l'année 2016.
L'arbre a été endommagé en 2017, le conseil municipal de Glasgow a dû réduire sa taille.

## Galerie d'images

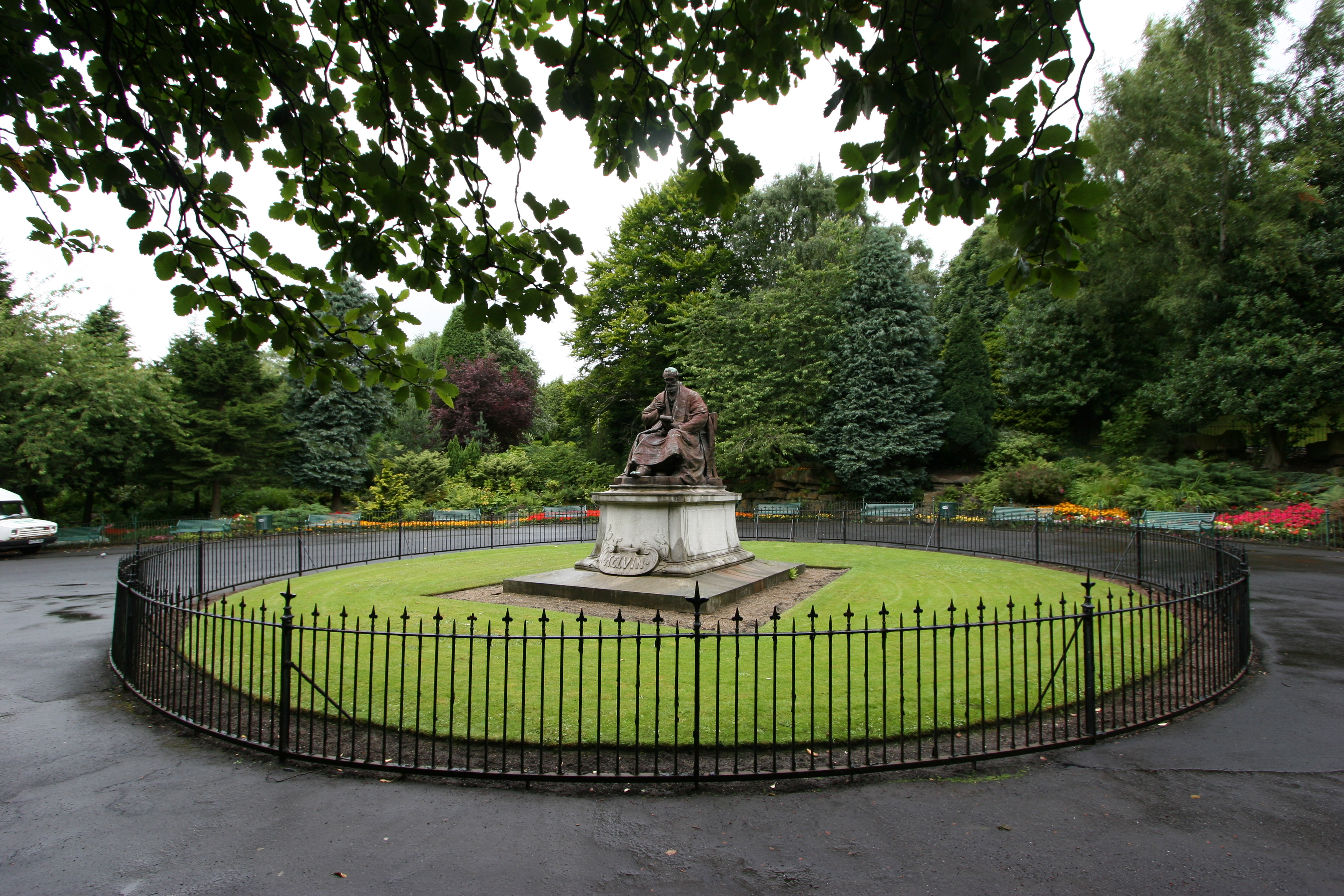
Monument à William Thomson, Lord Kelvin
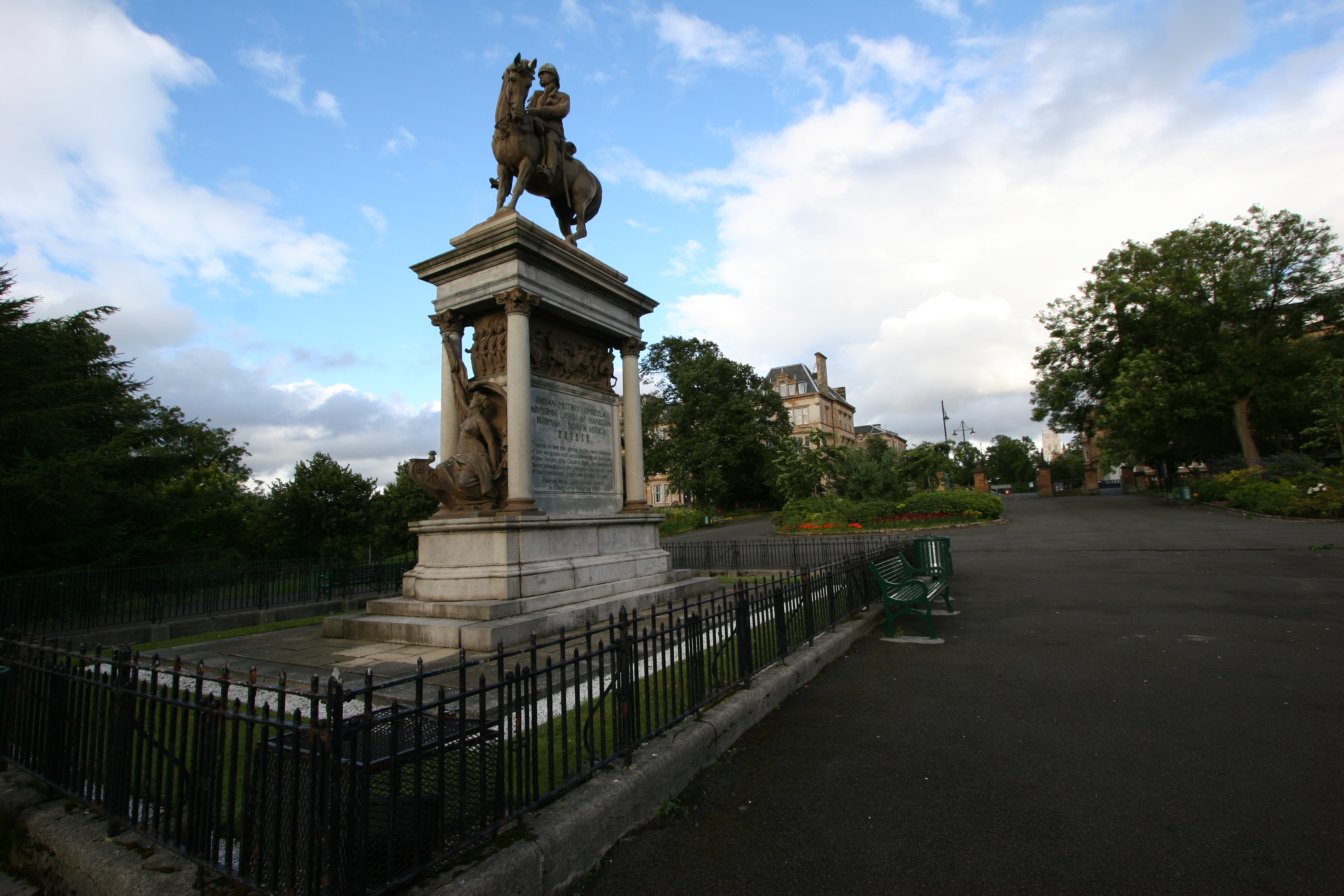
Monument à Frederick Roberts, 1st Earl Roberts
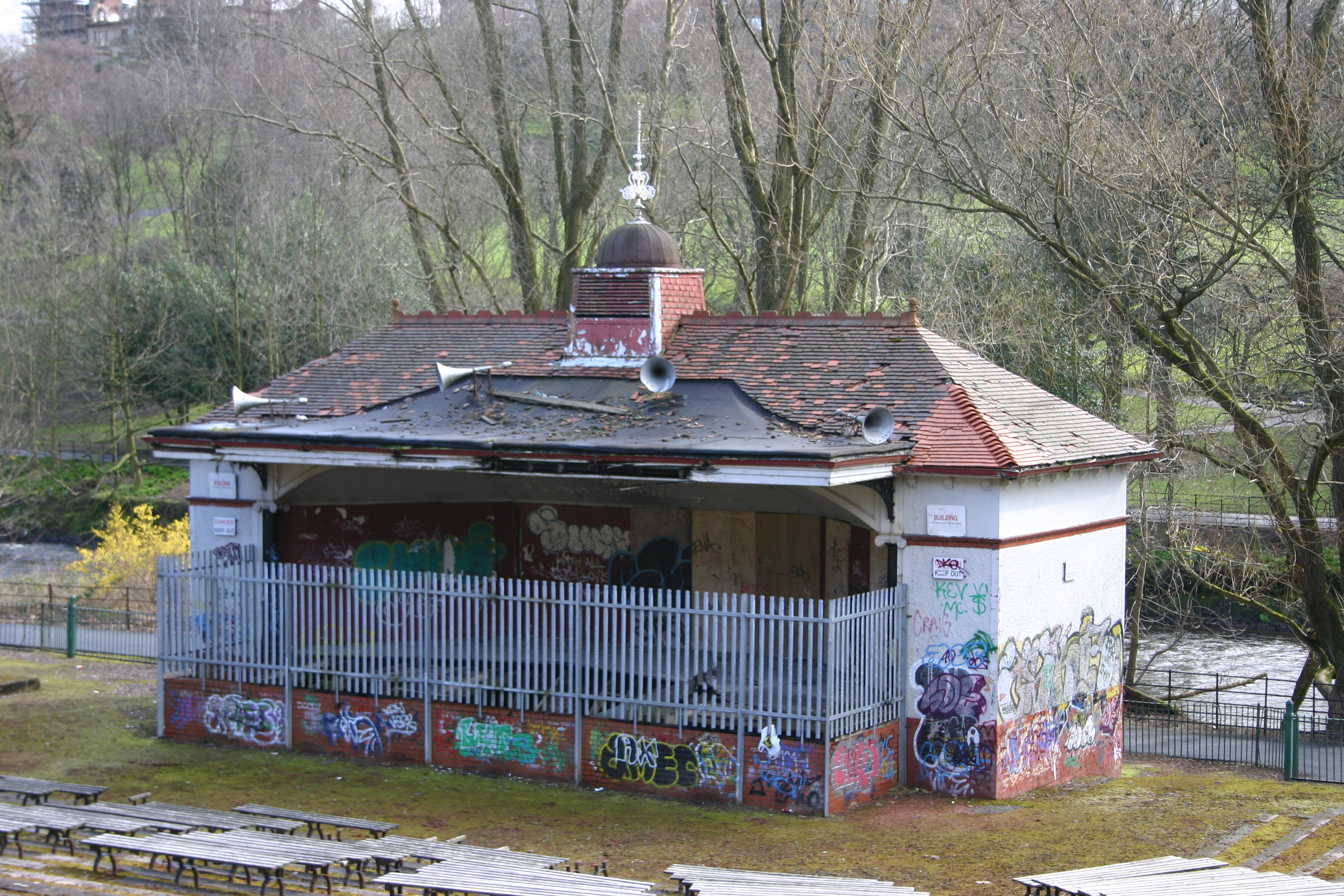
Kelvingrove Bandstand
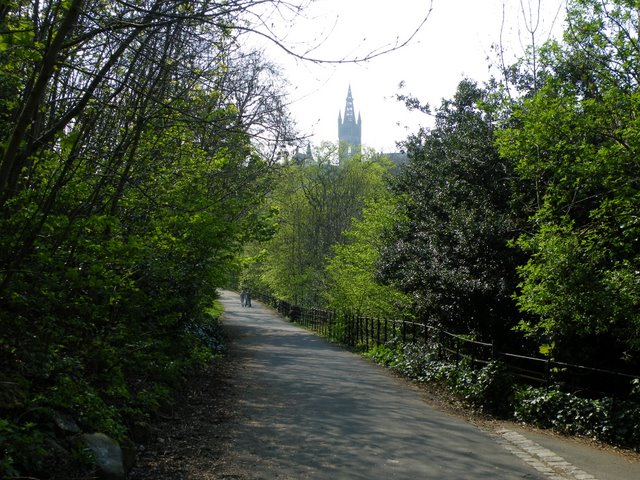
La rivière Kelvin est à droite, avec la tour de l'Université de Glasgow au fond.